# Mont Moux (Nièvre)
Pour les articles homonymes, voir Mont Moux.
Le mont Moux est un sommet du massif du Morvan, situé à Moux-en-Morvan, dans la Nièvre en France. Il s'élève à 691 mètres d'altitude.

## Toponymie
Aucun ancien toponyme n'est connu.

## Géographie

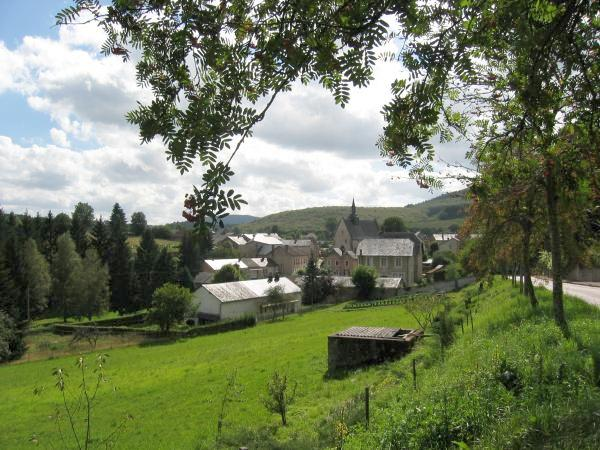
Le bourg de Moux-en Morvan.

Avec le sommet voisin les Pinoits, il domine le village de Moux-en-Morvan, situé légèrement plus au nord.

## Activités
Le sentier de grande randonnée de pays Tour du Morvan passe par ses flancs sud et ouest.